# Ariolica
Ariolica is een geslacht van vlinders van de familie visstaartjes (Nolidae), uit de onderfamilie Chloephorinae.

## Soorten
- A. argentea Butler, 1881
- A. chinensis Swinhoe, 1902
- A. lineolata Walker, 1864
- A. nephodes Prout, 1925
- A. peresa Warren, 1916
- A. pulchella Elwes, 1890
- A. superba Moore, 1867
- A. triangulifera Moore, 1888